# Zenon Stefaniuk

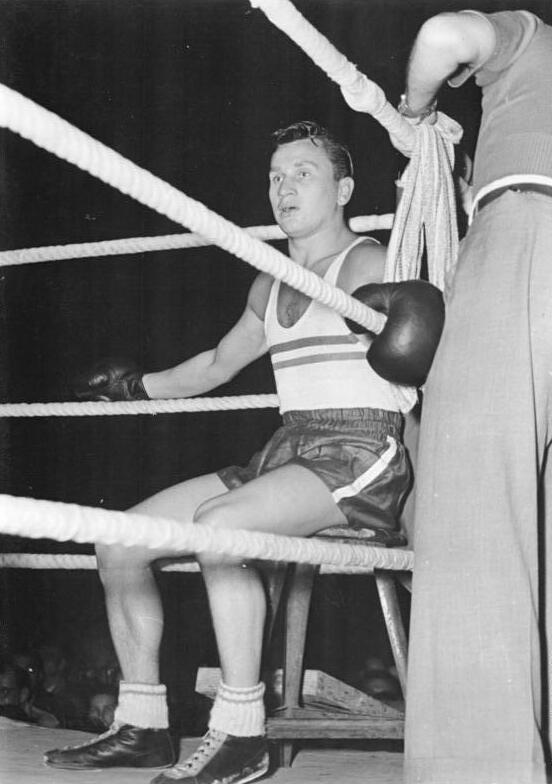
Zenon Stefaniuk am 6. Oktober 1953 in Erfurt

Zenon Stefaniuk (* 8. Juli 1930 in Wojnow; † 10. Juli 1985 in Katowice) war ein polnischer Boxer. Er war Europameister der Amateure in den Jahren 1953 und 1955 im Bantamgewicht.

## Werdegang
Zenon Stefaniuk begann 1946 in Gdynia, wohin es ihn durch die Kriegsereignisse verschlagen hatte, beim dortigen Verein „Zwiarkowca“ mit dem Boxen. In seiner weiteren Laufbahn boxte er auch noch für „Gwardia“ Danzig und für BBTS Bielsko-Biała in Oberschlesien.
Im Jahre 1952 wurde er erstmals polnischer Meister im Bantamgewicht, nachdem er 1950 bei den polnischen Meisterschaften schon Dritter im Fliegengewicht und 1951 Vizemeister im Bantamgewicht geworden war. Weitere polnische Meisterschaften gewann er in den Jahren 1953 und 1955 im Bantamgewicht und 1954 im Federgewicht.
Die internationale Karriere von Zenon Stefaniuk begann im Dezember 1952, als er erstmals in einem Länderkampf der polnischen Boxnationalmannschaft eingesetzt wurde. Er besiegte dabei in Warschau im Bantamgewicht den Finnen Väinö Järvenpää nach Punkten. Im Mai 1953 startete er bei den Europameisterschaften in Warschau. Er war vom polnischen Boxtrainer Feliks Stamm in eine hervorragende Form gebracht wurden und besiegte u. a. im Viertelfinale den finnischen Olympiasieger von 1952 Pentti Hämäläinen nach Punkten. Im Finale bezwang er vor 5.000 begeisterten polnischen Zuschauern auch den sowjetischen Meister Boris Stepanow und wurde damit Europameister im Bantamgewicht.
Im Februar 1955 unterlag Zenon Stefaniuk in Warschau anlässlich eines Städtekampfes Warschau gegen Hamburg gegen Wolfgang Schwarz knapp nach Punkten. Bei den Europameisterschaften des gleichen Jahres in Berlin war er aber wieder in hervorragender Form und siegte nacheinander über Radoslav Radovan aus Jugoslawien, Victor Șchiopu aus Rumänien, Daniel Hellebuyck aus Belgien und Boris Stepanow und wurde damit erneut Europameister im Bantamgewicht.
Seinen letzten Start bei internationalen Meisterschaften bestritt er bei den Olympischen Spielen 1956 in Melbourne. Hier schied er aber überraschenderweise schon in der Vorrunde durch eine Punktniederlage gegen den Chilen Claudio Barrientos aus.
1957 beendete Zenon Stefaniuk seine Boxerlaufbahn. Er wurde Boxtrainer bei seinem letzten Boxverein in Bielsko-Biała.

## Internationale Erfolge
- 1953, 1. Platz, Europameisterschaften in Warschau, Bantamgewicht, vor Boris Stepanow, Sowjetunion, John McNally, Irland u. Niculae Mindreanu, Rumänien;

- 1955, 1. Platz, Europameisterschaften in Berlin, Bantamgewicht, vor Boris Stepanow, Wolfgang Schwarz, BRD u. Daniel Hellebuyck, Belgien

## Länderkämpfe
(Ba = Bantamgewicht, Fe = Federgewicht)
- 1952 in Warschau, Polen gegen Finnland, Ba, Punktsieger über Väinö Järvenpää,
- 1954 in Budapest, Ungarn gegen Polen, Fe, Punktsieger über Istvan Horvath,
- 1954 in Katowice, Polen gegen Finnland, Ba, Punktsieger über Risto Luukkonen,
- 1955 in Helsinki, Finnland gegen Polen, Ba, Punktsieger über Raimo Grönroos,
- 1956 in Nowa Huta, Polen gegen Ungarn, Fe, Punktsieger über Fernec Percsi,
- 1956 in Warschau, Polen gegen BRD, Ba, Punktsieger über Manfred Hahner